# Theodora II

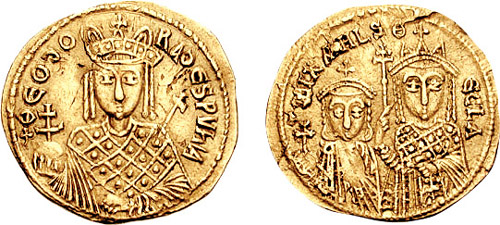
Munt links met Theodora, rechts Michael en Thecla

Theodora (Grieks: Θεοδώρα) († 867 of later), een dochter van de Paphlagonische edelman Marinus Mamikonian, was de vrouw van de Byzantijnse keizer Theophilus. Zij schonk hem twee zonen, de vroeggestorven Constantinus en Michael, en vijf dochters, Thecla, Anna, Anastasia, Pulcheria en Maria.
Na de dood van haar man in 842 werd zij regentes voor haar minderjarige zoon, keizer Michael III. Haar voornaamste raadgevers waren haar broers Bardas en Petronas, haar oom Sergius Nicetiates, en haar gunsteling, de logotheet Theoctistus, die in 843 de anderen opzijschoof. Samen zorgden zij voor een stabiele regering.
Zowel met de Bulgaren als met de Arabieren leefde zij over het algemeen in vrede (hoewel de Byzantijnen Kreta aanvielen en in 853 Damietta plunderden). De Slaven die zich in Griekenland en in het bijzonder de Peloponnesos hadden gevestigd, pacificeerde zij.
Theodora was een voorstandster van de iconenverering, en had hierover conflicten gehad met Theophilus. Bij het begin van haar regentschap herriep zij dadelijk alle iconoclastische wetten en zette zij de patriarch Johannes de Grammaticus af. In maart 843 liet zij de nieuwe patriarch Methodius I een concilie bijeenroepen dat de bepalingen van het Tweede Concilie van Nicaea (787) opnieuw bekrachtigde. Het herstel van de iconen als voorwerpen van verering wordt tot op heden jaarlijks door de oosters-orthodoxe kerk herdacht met de Triomf van de orthodoxie (eerste zondag van de Grote vasten), en Theodora zelf werd voor haar aandeel hierin heilig verklaard. Haar feestdag is op 11 januari.
De overgang van iconoclasme naar iconenverering verliep vreedzaam. Tegen de sekte der gnostisch-christelijke paulicianen, die in het oosten van Anatolië sterk stond, werd daarentegen hard opgetreden. Vele duizenden kwamen om het leven, en massa’s paulicianen weken uit naar het door moslims bestuurde Melitene (Malatya).
Theodora hield haar zoon Michael III ver van de macht; bovendien drukte zij zwaar op zijn privéleven: zij scheidde hem van zijn maîtresse Eudocia Ingerina en dwong hem in 855 te huwen met Eudocia Decapolita. In november 855 pleegde Michael samen met zijn oom Bardas een staatsgreep: Theoctistus werd vermoord, en Theodora werd op 15 maart 856 officieel afgezet. Enkele jaren later werd zij, net als eerder al haar nog levende dochters, naar een klooster verbannen.